# 주산역
주산역(Jusan station, 珠山驛)은 충청남도 보령시 주산면 금암리에 있던 장항선의 역이다. 주산면 소재지에 소재하였으나 도로교통이 발달하면서 이용객이 감소하여 2006년 6월 23일에 폐역되었다.

## 역명 유래
인근에 위치한 주렴산(朱簾山)의 이름을 딴 것이다.

## 역사
- 1931년 8월 1일 : 간이정차장으로 영업 개시[1]
- 일자 불명 : 폐역
- 1960년 3월 11일 : 무배치간이역으로 영업 재개(간치역 관리)[2]
- 1963년 10월 1일 : 역원배치간이역으로 변경[3]
- 1973년 1월 1일 : 무배치간이역으로 격하[4]
- 1988년 1월 1일 : 소화물 취급 중지[5]
- 1991년 1월 1일 : 을종대매소 폐지
- 1998년 12월 1일 : 장항선 전구간 비둘기호 운행중단
- 2004년 4월 1일 : 장항선 통일호 운행중단 폐지
- 2004년 7월 15일 : 여객취급 중지[6]
- 2006년 6월 23일 : 폐역[7]
- 2017년 1월말 : 역사 철거

## 참고 문헌
1. ↑  조선총독부관보 휘보 사설철도운수영업개시, 1931년 8월 7일
2. ↑  대한민국관보 교통부고시 제588호, 1960년 3월 9일
3. ↑  철도청 고시 제3호(1963.09.23)
4. ↑  대한민국관보 철도청고시 제82호, 1972년 12월 28일
5. ↑  대한민국관보 철도청고시 제38호, 1987년 12월 29일
6. ↑  대한민국관보 철도청고시 제2004-30호, 2004년 7월 16일
7. ↑  대한민국관보 철도청고시 제2006-215호, 2006년 6월 23일